# Tux Racer
Tux Racer je počítačová hra, jejímž hlavním hrdinou je tučňák Tux, maskot operačního systému Linux. Jedná se o hru pro jednoho hráče, který klávesnicí ovládá tučňáčka sjíždějícího po břiše zasněžený a zledovatělý svah. Cílem je kromě co nejrychlejšího projetí dráhy také posbírání co největšího počtu sleďů cestou.
Jedná se o svobodný (pod licencí GNU GPL) a multiplatformní software. Využívá knihovnu OpenGL a je dostupný pro Linux, Mac OS a Microsoft Windows. První verze byla vydána v říjnu 2000.
Časem vznikla řada forků, například Open Racer, PlanetPenguin Racer a Extreme Tux Racer.